# 아메리칸 송 콘테스트
《아메리칸 송 콘테스트》(영어: American Song Contest)는 NBC에서 2022년 3월부터 방영된 미국의 연간 음악 경연 프로그램이다. 유럽 방송 연맹의 《유로비전 송 콘테스트》의 미국 버전이다. 참가 지역은 미국의 50개 주, 미국의 해외 영토 5곳, 워싱턴 D.C.이다. 래퍼 스눕 독과 가수 켈리 클락슨이 진행을 맡았다.
초대 우승자는 오클라호마주 대표로 참가한 가수 알렉사(AleXa)이다.